# Géographie des îles Britanniques

Les deux États des îles Britanniques.

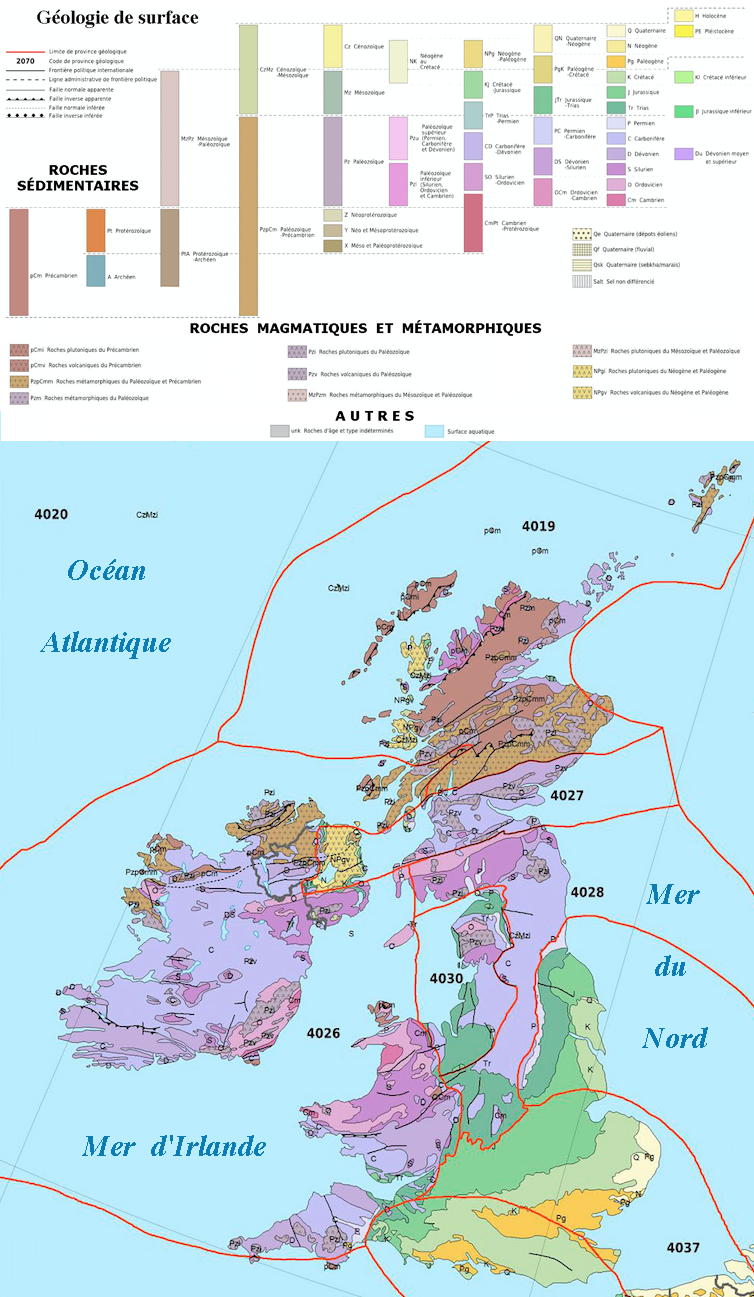
Géologie des îles Britanniques.

Les îles Britanniques sont un archipel situé au nord-ouest de l'Europe, dans l'océan Atlantique nord, comprenant la Grande-Bretagne, l'Irlande et les îles mineures voisines. Politiquement, l'archipel est divisé entre le Royaume-Uni de Grande-Bretagne et d'Irlande du Nord, l'Irlande et trois dépendances de la Couronne : l'île de Man et les bailliages de Jersey et Guernesey.